# Яррелл, Уильям
Уильям Яррел (англ. William Yarrell, 3 июня 1784 — 1 сентября 1856) — английский натуралист.

## Биография
Уильям Яррел — страстный охотник и рыболов, он с увлечением отдался изучению жизни птиц и рыб.
В 1825 он получил звание члена Линнеевского общества, а впоследствии был избран вице-президентом этого общества, и с этого времени он опубликовал большое число весьма ценных работ.
Ему принадлежат два сочинения: История британских рыб (The History of British Fishes (англ.), 2 тома, 1836), с великолепными гравюрами на дереве, и История британских птиц (The History of British Birds (англ.), 2 тома, 1839—1843, 520 гравюр). Эти 2 сочинения, переизданные много раз, пользовались громадной популярностью в Англии конца XIX — начала XX веков. В 1826 году он открыл роль яйцевого зуба в процессе вылупления птенца.